# Edward Feigenbaum
Edward Albert Feigenbaum (ur. 20 stycznia 1936 w Weehawken, New Jersey) – amerykański informatyk ceniony za wkład w rozwój sztucznej inteligencji, jest uważany za "ojca systemów eksperckich". W 1994 roku wraz z Rajem Reddym otrzymał nagrodę Turinga. 